# Conquista di Tunisi (1534)

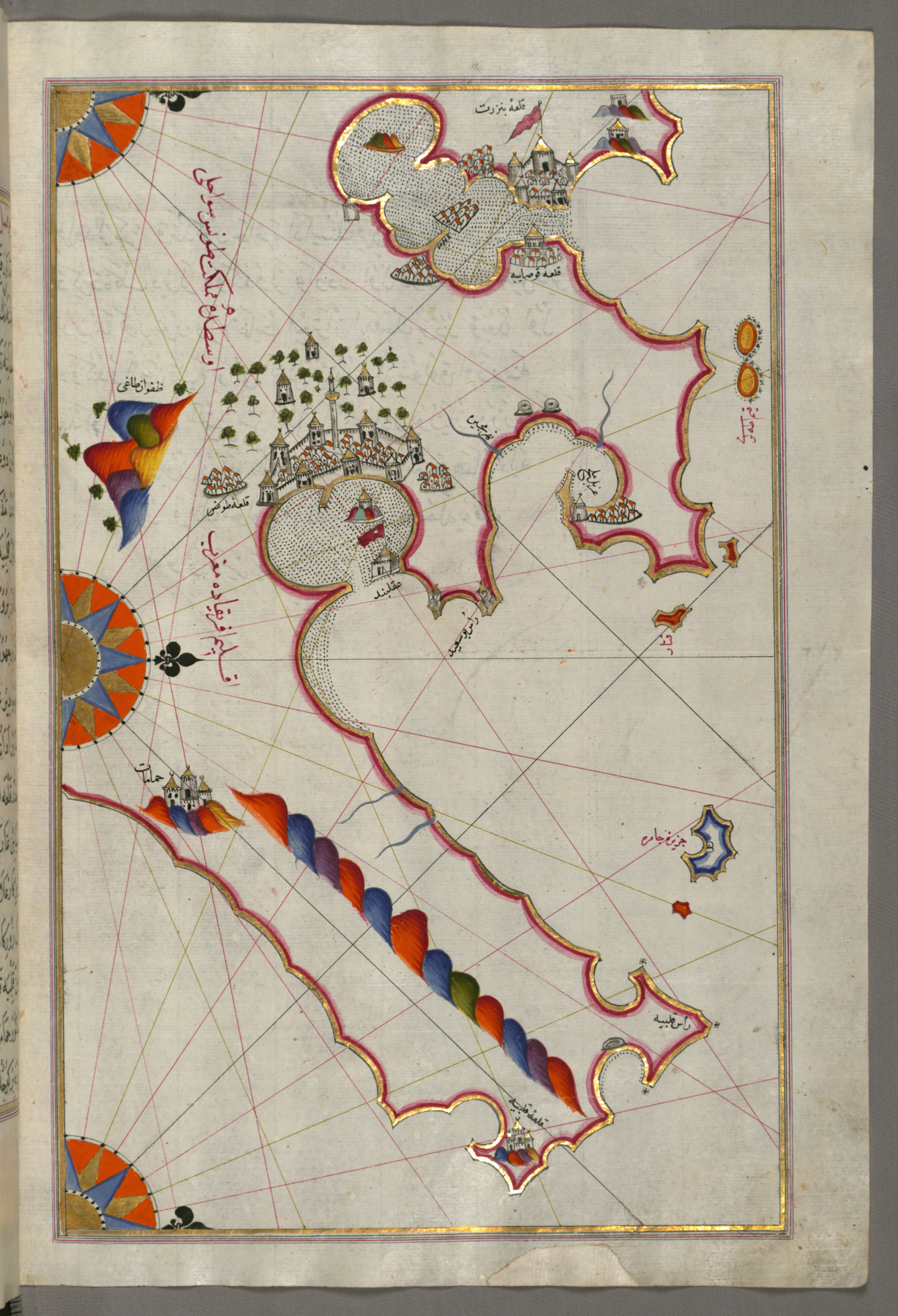
Mappa storica di Tunisi di Piri Reìs. The Walters Art Museum

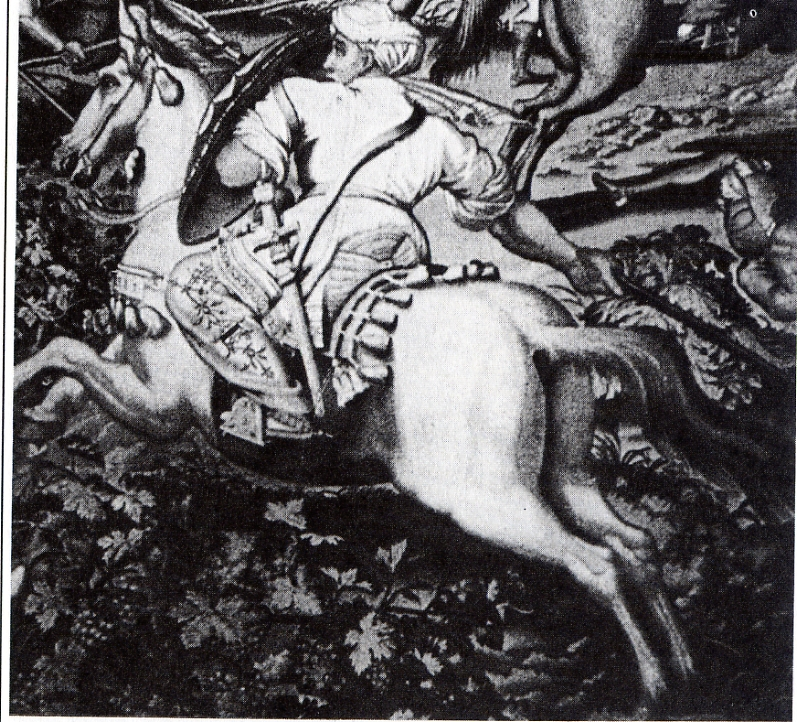
Scena della battaglia di Tunisi del 1534, mostrante uno Spahi della Reggenza in lotta contro gli ottomani. Tappeto spagnolo dall'Alcázar di Siviglia, 1554.

La conquista di Tunisi avvenne il 16 agosto 1534 quando Hayreddin Barbarossa prese la città contro il regnante Muley Hasan della dinastia hafside.

## Storia
Nel 1533, Solimano il Magnifico ordinò ad Hayreddin Barbarossa, che aveva convocato da Algeri, di costruire una grande flotta da guerra nell'arsenale di Costantinopoli. Complessivamente vennero costruite 70 galee durante l'inverno del 1533-1534, azionate da rematori schiavi, tra cui 1 200 cristiani. Con questa flotta, Barbarossa condusse aggressive razzie lungo le coste d'Italia, fino all'attracco a Tunisi il 16 agosto 1534, spodestando il governatore locale, fino ad allora sottomesso agli spagnoli, il Reggente Muley Hasan.
Barbarossa riuscì così a stabilire una solida base navale a Tunisi, che poteva essere utilizzata per le incursioni nella regione, e nella vicina Malta. Tunisi era una posizione altamente strategica, potendo controllare il traffico navale che da ovest andava verso il bacino orientale del Mediterraneo.
Nel 1535 tuttavia, dopo la deposizione di Muley Hasan, l'imperatore  Carlo V mise in atto una controffensiva e riprese la città nella conquista di Tunisi. 